# GPR63
GPR63, G protein-spregnuti receptor 63, je protein koji je kod čoveka kodiran GPR63 genom.
G protein spregnuti receptori sadrže sedam transmembranskih domena i prenose ekstracelularne signale kroz heterotrimerne G proteine.

## Literatura
1. 1 2  „Entrez Gene: GPR63 G protein-coupled receptor 63”.

## Dodatna literatura
- Kawasawa Y; Kume K; Nakade S;  . (2000). „Brain-specific expression of novel G-protein-coupled receptors, with homologies to Xenopus PSP24 and human GPR45.”. Biochem. Biophys. Res. Commun. 276 (3): 952—6. PMID 11027574. doi:10.1006/bbrc.2000.3569.
- Kawasawa Y, Kume K, Izumi T, Shimizu T (2000). „Mammalian PSP24s (alpha and beta isoforms) are not responsive to lysophosphatidic acid in mammalian expression systems.”. Biochem. Biophys. Res. Commun. 276 (3): 957—64. PMID 11027575. doi:10.1006/bbrc.2000.3570.
- Lee DK; George SR; Cheng R;  . (2001). „Identification of four novel human G protein-coupled receptors expressed in the brain.”. Brain Res. Mol. Brain Res. 86 (1–2): 13—22. PMID 11165367. doi:10.1016/S0169-328X(00)00242-4.
- Strausberg RL; Feingold EA; Grouse LH;  . (2003). „Generation and initial analysis of more than 15,000 full-length human and mouse cDNA sequences”. Proc. Natl. Acad. Sci. U.S.A. 99 (26): 16899—903. PMC 139241 . PMID 12477932. doi:10.1073/pnas.242603899.
- Niedernberg A; Tunaru S; Blaukat A;  . (2004). „Sphingosine 1-phosphate and dioleoylphosphatidic acid are low affinity agonists for the orphan receptor GPR63”. Cell. Signal. 15 (4): 435—46. PMID 12618218. doi:10.1016/S0898-6568(02)00119-5.
- Mungall AJ; Palmer SA; Sims SK;  . (2003). „The DNA sequence and analysis of human chromosome 6”. Nature. 425 (6960): 805—11. PMID 14574404. doi:10.1038/nature02055.
- Gerhard DS; Wagner L; Feingold EA;  . (2004). „The status, quality, and expansion of the NIH full-length cDNA project: the Mammalian Gene Collection (MGC)”. Genome Res. 14 (10B): 2121—7. PMC 528928 . PMID 15489334. doi:10.1101/gr.2596504.